# 白面包
白面包（英語：white bread）指使用去除麥糠和胚芽的小麦麵粉烘烤的面包，因為去除了小麥中的油脂，保存期限較長。白麵包其中一種形態是長條形，切片時呈方形，故又名方包。白面包主要由高筋面粉、酵母、黄油制作而成。配以牛奶、豆浆适合早餐食用。

## 命名
白面包通常为白色，因而得名。在丹麦语中，法国人基本上只吃白面包，所以白面包称为Franskbrød（法国面包）。

## 外部連結
- . （原始内容存档于2009-08-03） （英语）. 丰富的白面包食譜
- .   [2018-08-10]. （原始内容存档于2021-04-12）.